# Malijai
Malijai é uma comuna francesa na região administrativa da Provença-Alpes-Costa Azul, no departamento dos Alpes da Alta Provença. Estende-se por uma área de 26,56 km². Em 2010 a comuna tinha 1 997 habitantes (densidade: 75,2 hab./km²).